# میساتو فوکوئن
میساتو فوکوئن (انگلیسی: Misato Fukuen; ۱۰ ژانویهٔ ۱۹۸۲ – ) صداپیشه، بازیگر، و بازیگر تئاتر اهل ژاپن بود. وی از سال ۱۹۹۸ میلادی تاکنون مشغول فعالیت بوده‌است.